# Wang Xiaohong
Wang Xiaohong (王曉紅T, Wáng XiǎohóngP; Changzhou, 20 novembre 1968) è un'ex nuotatrice cinese.

## Carriera
Specializzata nella farfalla, può vantare una medaglia d'argento ai Giochi Olimpici ed una ai campionati mondiali.

## Palmarès
- Giochi olimpici

Barcellona 1992: argento nei 200m farfalla.
- Mondiali:

Perth 1991: argento nei 100m farfalla.
- Universiade

Sheffield 1991: oro nei 100m farfalla e nei 200m farfalla e argento nei 100m stile libero.